# Inquisitor angustus
Inquisitor angustus é uma espécie de gastrópode do gênero Inquisitor, pertencente a família Pseudomelatomidae.